# Philippe Jaroussky
Philippe Jaroussky (Maisons-Laffitte, 13 februari 1978) is een Franse contratenor. Hij is vooral bekend van zijn interpretatie van barokmuziek.

## Carrière
Als kind bespeelde Jaroussky aanvankelijk de dwarsfluit, trombone en hobo. Op elfjarige leeftijd begon hij met viool en op vijftienjarige leeftijd met piano aan de muziekschool in Sartrouville. Hij studeerde achtereenvolgens aan het conservatorium van Versailles, Boulogne, en ten slotte Parijs. Jaroussky raakte geïnspireerd door de op Martinique geboren contratenor Fabrice di Falco. Zodoende begon hij met zanglessen bij Nicole Fallien vanaf 1996. Hij heeft zijn eigen ensemble samengesteld (Artaserse) en treedt ook vaak op met het Ensemble Matheus onder leiding van Jean-Christophe Spinosi en met L'Arpeggiata o.l.v. Christina Pluhar.
Jaroussky nam diverse CD's op en won verschillende prijzen waaronder die van beste Franse lyrische zanger in 2007. Omdat zijn lerares Fallien een deskundige is van het moderne Franse chanson, zingt hij ook dat werk. Zijn CD over Franse liederen, waaronder werken van Reynaldo Hahn en Gabriel Fauré, heette Opium.
Hij wordt door velen geroemd, bijvoorbeeld vanwege zijn 'engelentimbre' en zijn techniek. Zelf heeft hij aangegeven niet zo gecharmeerd te zijn van de term 'engelentimbre' omdat hij juist probeert duidelijk te maken hoe normaal het hoge timbre van mannenstemmen is.

## Waarderingen

##### Victoires de la Musique Classique (Frankrijk)
- 2004 : Operaprijs voor nieuwe zangers
- 2005 : Zanger van het Jaar
- 2007 : Lyrische zanger van het jaar
- 2008 : Best Record Award
- 2009 : Grand Prix Charles Cros
- 2010 : Tweede keer / Operazanger van het jaar

##### Echo-Klassik Musikpreis (Duitsland)
- 2008 : Beste mannelijke zanger van het jaar

##### (Frankrijk)
In 2009 werd hij benoemd tot Ridder in de Orde van Kunst en Letteren

##### Edison Award (Nederland)
- 2009 : Categorie solozang

## Discografie
- Alessandro Scarlatti: Sedecia, Re di Gerusalemme. Lesne, Pochon, Harvey, Padmore. Il Seminario Musicale, Gérard Lesne. Virgin Veritas (rec. November 1999, École Sainte-Geneviève, Versailles, France)
- Claudio Monteverdi: L'incoronazione di Poppea. Laurens, Oliver, Schofrin, Oro. Ensemble Elyma, Gabriel Garrido. K617 (rec. July/August 2000, Chiesa San Martino, Erice, Italy)
- Pierre Menault: Vêpres pour le Pére la Chaize. Greuillet, Janssens, Lombard, van Dyck. Ensemble La Fenice, Jean Tubéry. K617 (rec. April 2001, chiesa Saint-Lazare, Avallon, France)
- Arias for Farinelli by Nicolo Porpora. Erato/Warner, 2013 (met Cecilia Bartoli en Venice Baroque Orchestra onder leiding van Andrea Marcon)
- Sacred Cantatas: werk van Georg Philipp Telemann en Johann Sebastian Bach met het Freiburger Barockorchester, opgedragen aan zijn vader Daniel Jaroussky, met bijgevoegde DVD over de opname van Ich habe genug, 2016 (met welke muziek hij onder andere in het Koninklijk Concertgebouw in Amsterdam en in de BOZAR in Brussel concerten gaf in januari 2017)

### Dvd's
| Dvd's met hitnoteringen in de Nederlandse Music Top 30 | Datum van verschijnen | Datum van binnenkomst | Hoogste positie | Aantal weken | Opmerkingen |
| ------------------------------------------------------ | --------------------- | --------------------- | --------------- | ------------ | --- |
| Vinci - artaserse                                      | 2014                  | 17-05-2014            | 14              | 2*           | met Max Emanuel Cencic, Daniel Behle, Franco Fagioli, Valer Barna-Sabadus, Yuriy Mynenko, Concerto Koln & Diego Fasolis |

## Familienaam
- Jaroussky is een zeldzame achternaam. Toen zijn overgrootvader ontsnapte uit Rusland, werd hem gevraagd naar zijn naam. Zijn antwoord was “Ja - Russky "(ik ben Russisch) en het werd geregistreerd als zijn naam, zo heeft hij verteld in een interview.[1]